# Haidenburg
Haidenburg ist ein Gemeindeteil der Gemeinde Aldersbach im niederbayerischen Landkreis Passau.

## Lage
Das Dorf Haidenburg liegt am Südhang des Weinbergs (395 m) zwischen Sulzbach und Mistlbach, etwa fünf Kilometer südwestlich von Aldersbach an der Kreisstraße PA 82. Hier liegt auch Schloss Haidenburg.

## Geschichte
Die Herrschaft Haidenburg war in der Gegend reich begütert. 1818 wurde mit dem bayerischen Gemeindeedikt die gutsherrliche Landgemeinde Haidenburg formiert, deren Umfang identisch mit der Pfarrei Uttigkofen war. 1821 kamen Eggerting und Mandlmühle dazu. Im Zuge der Gebietsreform in Bayern wurde die Gemeinde Haidenburg 31. Dezember 1971 aufgelöst und mit Eggerting, Freundorf, Galgenberg, Hinteröd und Uttigkofen nach Aldersbach  eingegliedert. Die Orte Agendorf, Bärnthal, Hauptmannsberg, Köching, Mistlbach, Rannerding, Senging, Steinpoint, Stetten, Waidthoma und Weingarten sind seit dem Januar 1972 bei Aidenbach.

## Bauwerke
In der Liste der Baudenkmäler in Aldersbach sind für Haidenburg dreizehn Baudenkmale aufgeführt.